# Coelinidea frisoni
Coelinidea frisoni är en stekelart som beskrevs av Riegel 1982. Coelinidea frisoni ingår i släktet Coelinidea och familjen bracksteklar. Inga underarter finns listade i Catalogue of Life.